# Histoires du siècle dernier
Histoires du siècle dernier (Stories of the Century) est une série-western américaine en deux saisons et trente-neuf épisodes, diffusée originellement en 1954-1955.

## Synopsis
Au XIXe siècle, Matt Clark, enquêteur à la compagnie des chemins de fer du sud-ouest, assisté par Frankie Adams (puis Margaret Jones), rencontre au cours de ses investigations des figures légendaires de l'Ouest américain.

## Fiche technique
- Réalisation : William Witney (30 premiers épisodes, 1954-1955) et Franklin Adreon (9 derniers épisodes, 1955)
- Scénario : Dwight Cummins (2 épisodes, 1954), Gerald Geraghty (2 épisodes, 1954), Milton Raison (9 épisodes, 1954-1955), Joe Richardson (4 épisodes, 1954-1955), Maurice Tombragel (21 épisodes, 1954-1955) et Budd Lesser (2 épisodes, 1955)
- Directeurs de la photographie : Bud Thackery (34 épisodes, 1954-1955) et John L. Russell (5 épisodes, 1955)

## Distribution
Rôles principaux
- Jim Davis : Matt Clark / Narrateur (39 épisodes, 1954-1955)
- Mary Castle : Frankie Adams (première saison, 26 épisodes, 1954)
- Kristine Miller : Margaret Jones « Jonesy » (seconde saison, 13 épisodes, 1955)

Invités (sélection)
Voir la liste des épisodes ci-après

## Épisodes
(rôle invité principal – date de diffusion d'origine)

### Première saison
1. Belle Starr (Marie Windsor – 23 janvier 1954)
2. Billy the Kid (Richard Jaeckel – 30 janvier 1954)
3. Frank and Jesse James (Richard Travis : Frank James / Lee Van Cleef : Jesse James – 7 février 1954)
4. Geronimo (Chief Yowlachie – 14 février 1954)
5. Quantrill and His Raiders (Bruce Bennett – 21 février 1954)
6. Cattle Kate (Jean Parker – 28 février 1954)
7. Le Butin (Sam Bass) (Don Haggerty – 4 mars 1954)
8. Johnny Ringo (Donald Curtis – 11 mars 1954)
9. Le Gang Dalton (The Dalton Gang) (Myron Healey : Bob Dalton / Fess Parker : Grat Dalton – 18 mars 1954)
10. Doc Holliday (Kim Spalding – 25 mars 1954)
11. The Younger Brothers (George Wallace : Cole Younger – 2 avril 1954)
12. John Wesley Hardin (Richard Webb – 9 avril 1954)
13. Joaquin Murietta (Rick Jason – 16 avril 1954)
14. Tiburcio Vasquez (Anthony Caruso – 23 avril 1954)
15. Le Chef Crazy Horse (Chief Crazy Horse) (George Keymas – 30 avril 1954)
16. Black Bart (Arthur Space – 6 mai 1954)
17. L'Étrange Shérif (Henry Plummer) (John Dehner – 13 mai 1954)
18. Bill Longley (Douglas Kennedy – 20 mai 1954)
19. Harry Tracy (Steve Brodie – 27 mai 1954)
20. La Bande sauvage (The Wild Bunch of Wyoming) (Joe Sawyer : Butch Cassidy – 3 juin 1954)
21. Le Traquenard (The Doolin Gang) (Leo Gordon : Bill Doolin – 10 juin 1954)
22. Little Britches (Gloria Winters – 17 juin 1954)
23. Black Jack Ketchum (Jack Elam – 24 juin 1954)
24. Tom Horn (Louis Jean Heydt – 1er juillet 1954)
25. Prairie en flammes (Ben Thompson) (Dick Simmons – 8 juillet 1954)
26. Clay Allison (Jack Kelly – 15 juillet 1954)

### Seconde saison
1. Burt Alvord (Chris Drake – 2 janvier 1955)
2. Apache Kid (Kenneth Alton – 9 janvier 1955)
3. Tom Bell (Glen Gordon – 16 janvier 1955)
4. Kate Bender (Veda Ann Borg – 23 janvier 1955)
5. Augustine Chacon (Rodolfo Hoyos Jr. – 30 janvier 1955)
6. Cherokee Bill (Pat Hogan – 1er février 1955)
7. Nate Champion (Henry Brandon – 6 février 1955)
8. Sontag and Evans (John Smith : John Sontag / Morris Ankrum : Chris Evans – 8 février 1955)
9. Rube Burrows (Paul Picerni – 15 février 1955)
10. Jim Courtright (Robert Knapp – 22 février 1955)
11. Milt Sharp (Don « Red » Barry – 28 février 1955)
12. Jack Slade (Gregg Palmer – 4 mars 1955)
13. L. H. Musgrove (John Archer – 11 mars 1955)

## Galerie photos

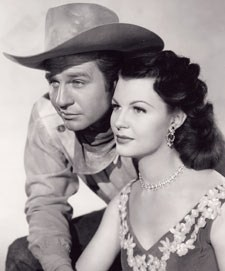
Jim Davis et Mary Castle (photo promotionnelle)
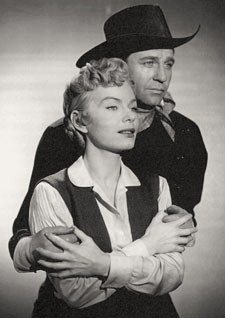
Jim Davis et Kristine Miller (photo promotionnelle)
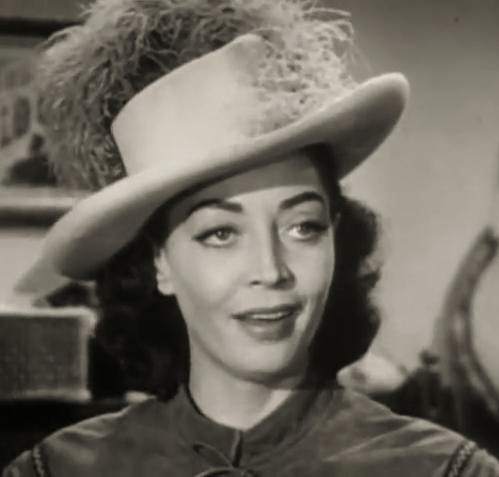
Marie Windsor (épisode Belle Starr)
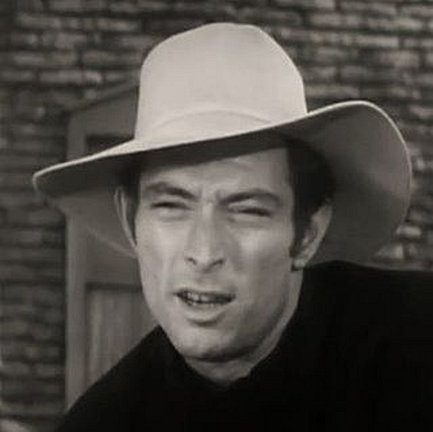
Lee Van Cleef (épisode Frank and Jesse James)
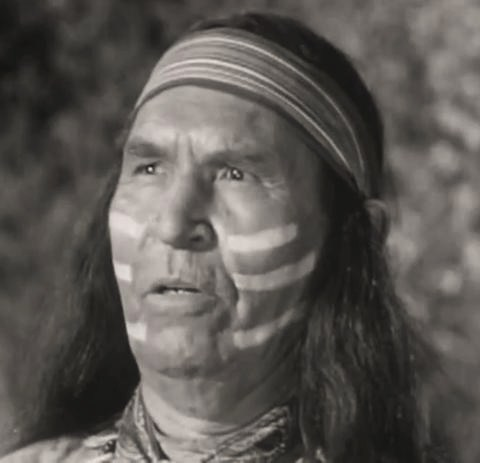
Chief Yowlachie (épisode Geronimo)
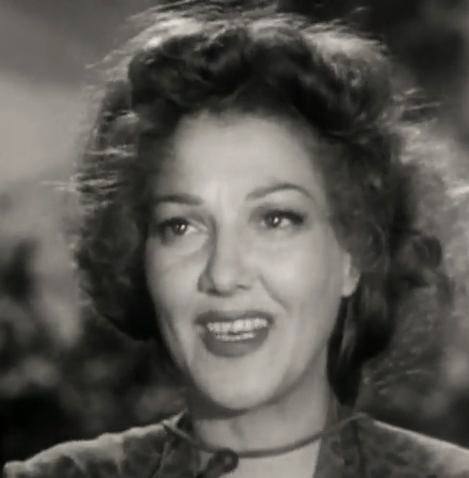
Jean Parker (épisode Cattle Kate)
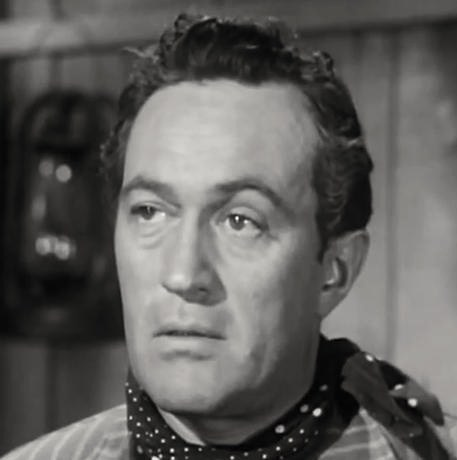
Don Haggerty (épisode Sam Bass)
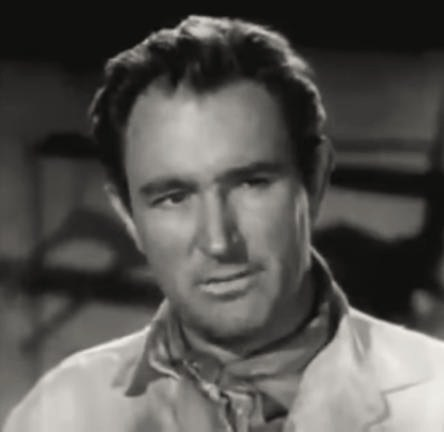
George Wallace (épisode The Younger Brothers)
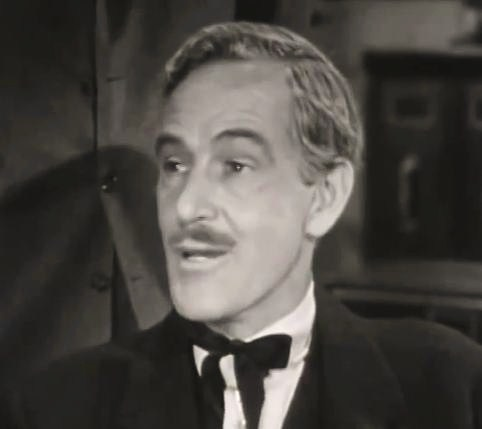
Arthur Space (épisode Black Bart)
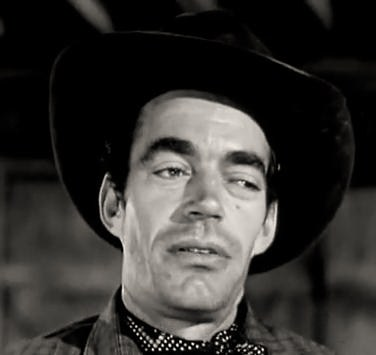
Jack Elam (épisode Black Jack Ketchum)
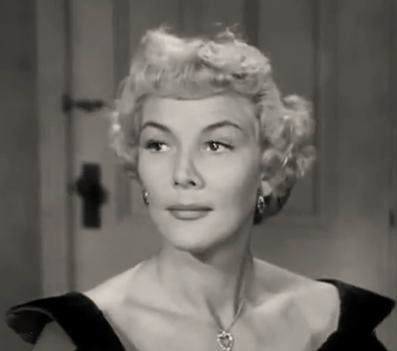
Veda Ann Borg (épisode Kate Bender)
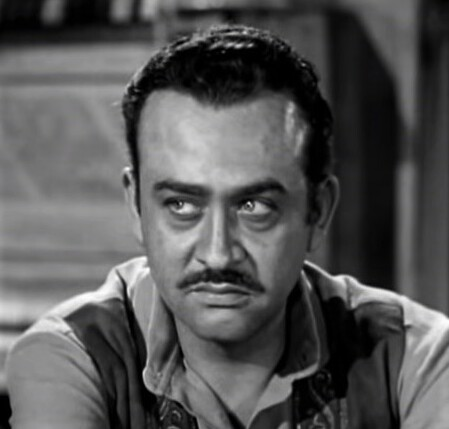
Rodolfo Hoyos Jr. (épisode Augustine Chacon)
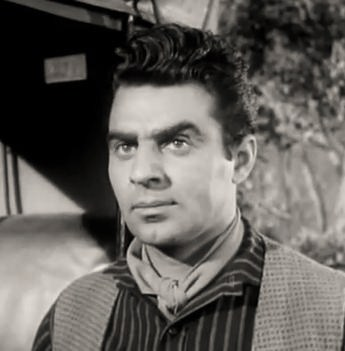
Paul Picerni (épisode Rube Burrows)
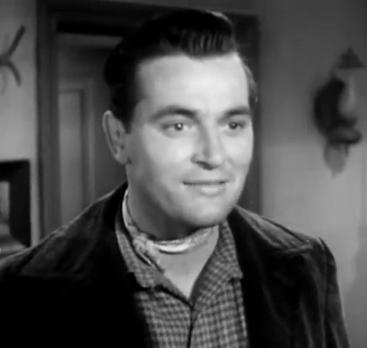
Gregg Palmer (épisode Jack Slade)